# Atrococcus paludinus
Atrococcus paludinus är en insektsart som först beskrevs av Green 1921.  Atrococcus paludinus ingår i släktet Atrococcus och familjen ullsköldlöss. Enligt den finländska rödlistan är arten otillräckligt studerad i Finland. Arten är reproducerande i Sverige. Artens livsmiljö är tallmyrar. Inga underarter finns listade i Catalogue of Life.